# 碲化镉
碲化镉（化学式：CdTe）是由碲元素和镉元素组成的晶体化合物。这种半导体可以制造红外光学窗。此外，碲化镉在太阳能电池的制造方面也有广阔的应用前景。在薄膜电池中，碲化镉通常夹在两层硫化镉材料中，这种PN结叫做「P-i-n结构」。

## 物理性质
- 薄膜的光学穿透深度：187 nm[1]
- 晶格常数：0.648 nm （300K）
- 杨氏模量：52 GPa
- 泊松比：0.41